# فولرویک
فولرویک (به آلمانی: Vollerwiek) یک شهر در آلمان است که در نوردفرایسلند واقع شده‌است. فولرویک ۲۱۷ نفر جمعیت دارد.

## نگارخانه

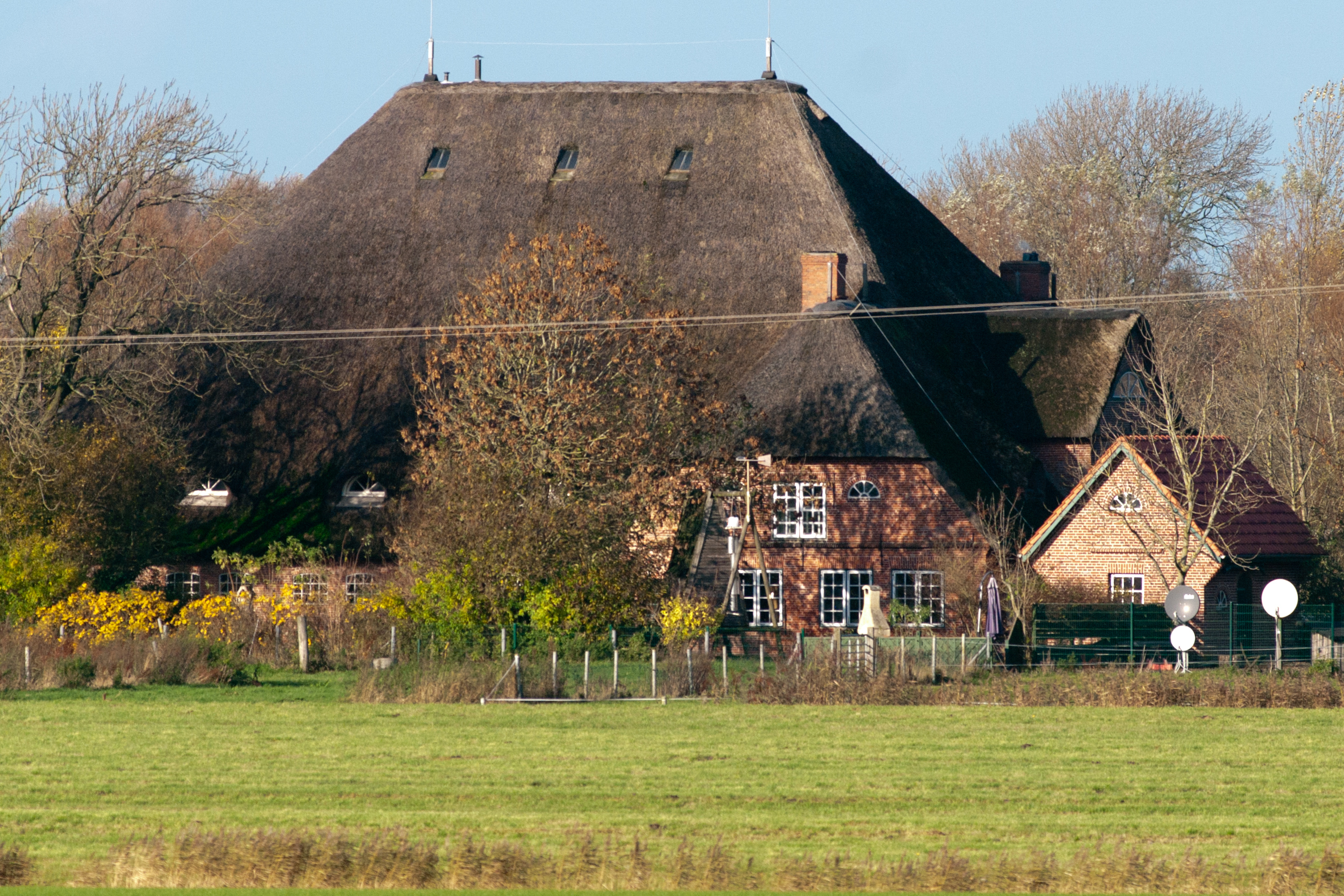
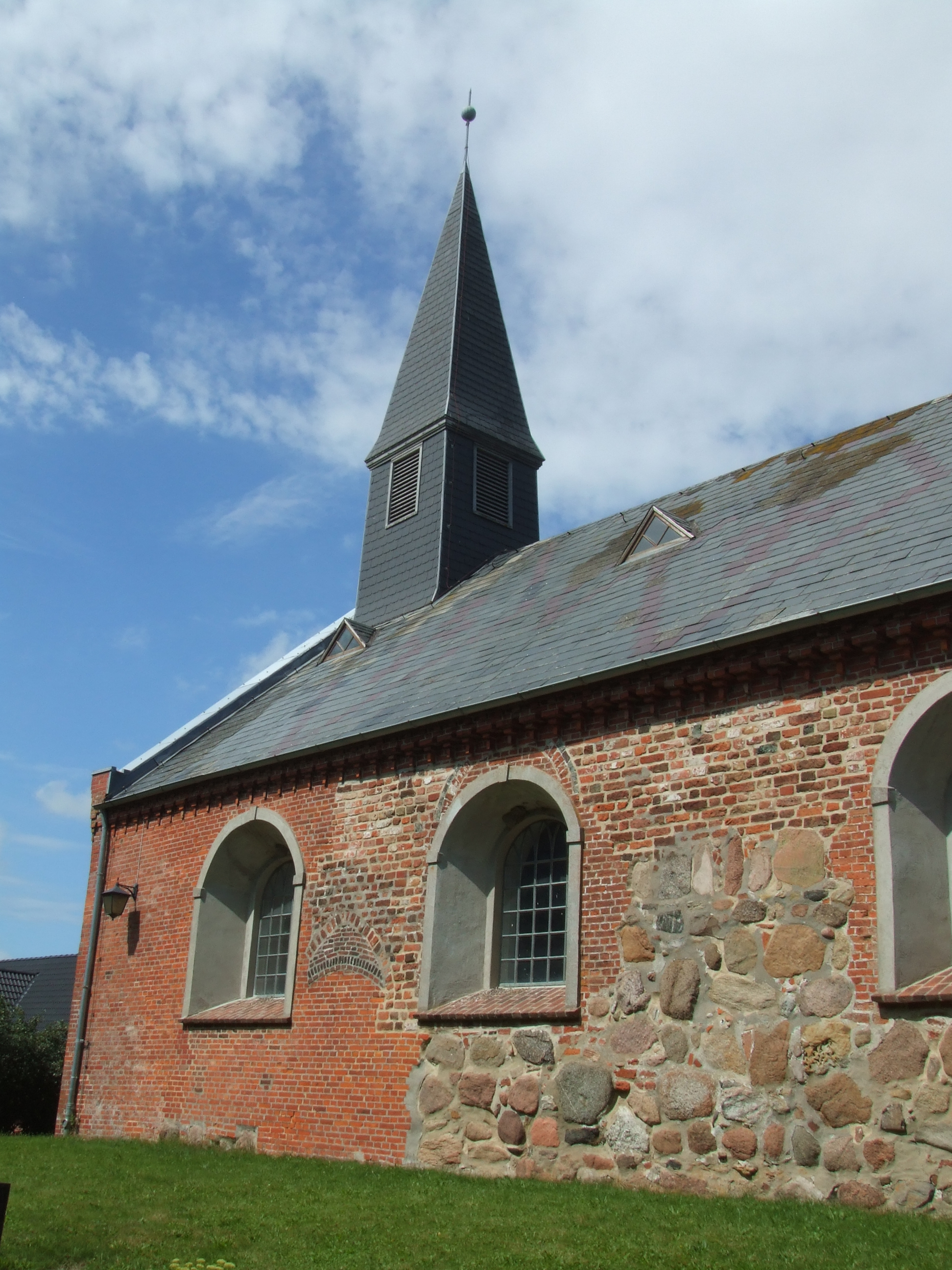
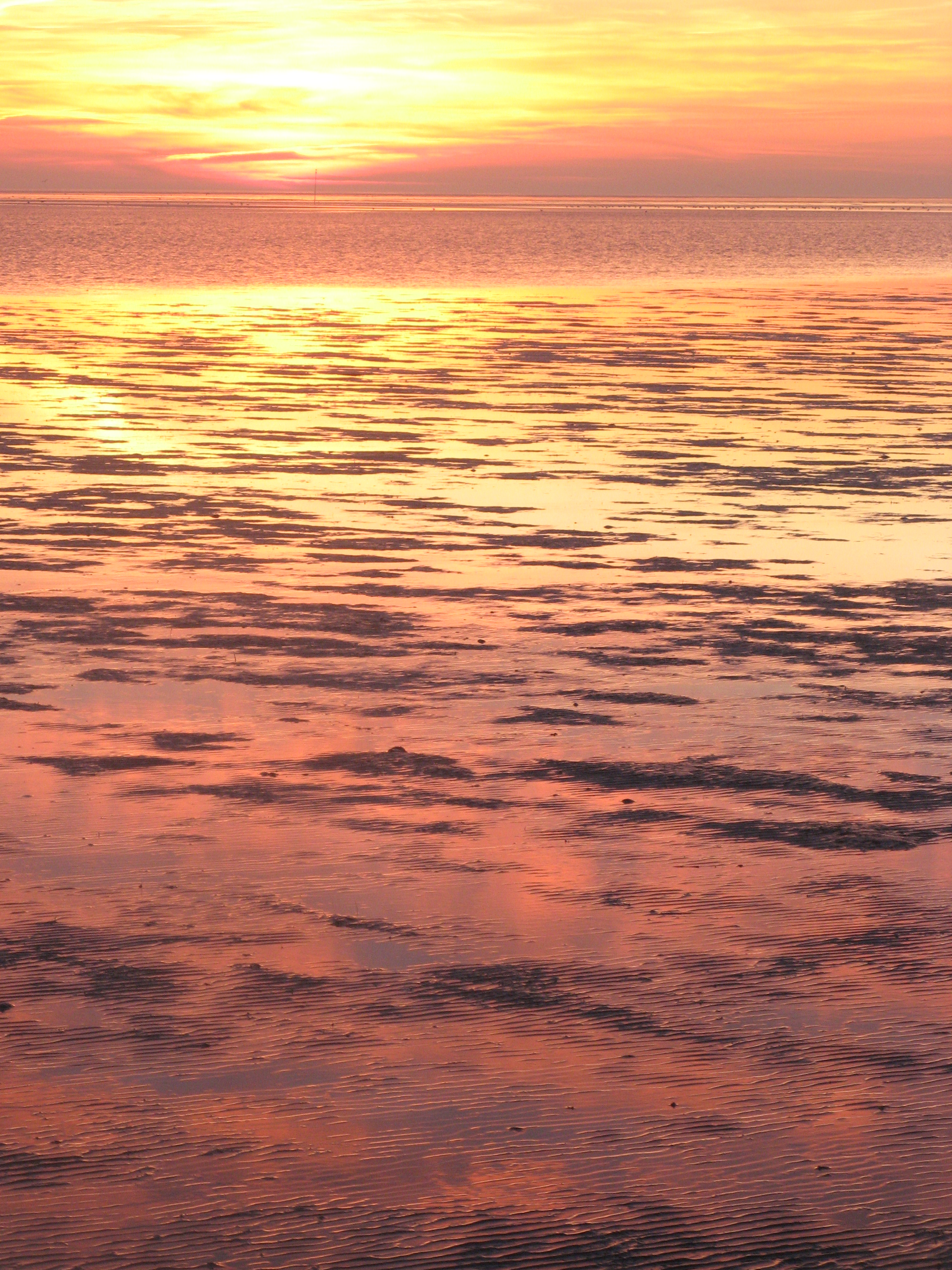
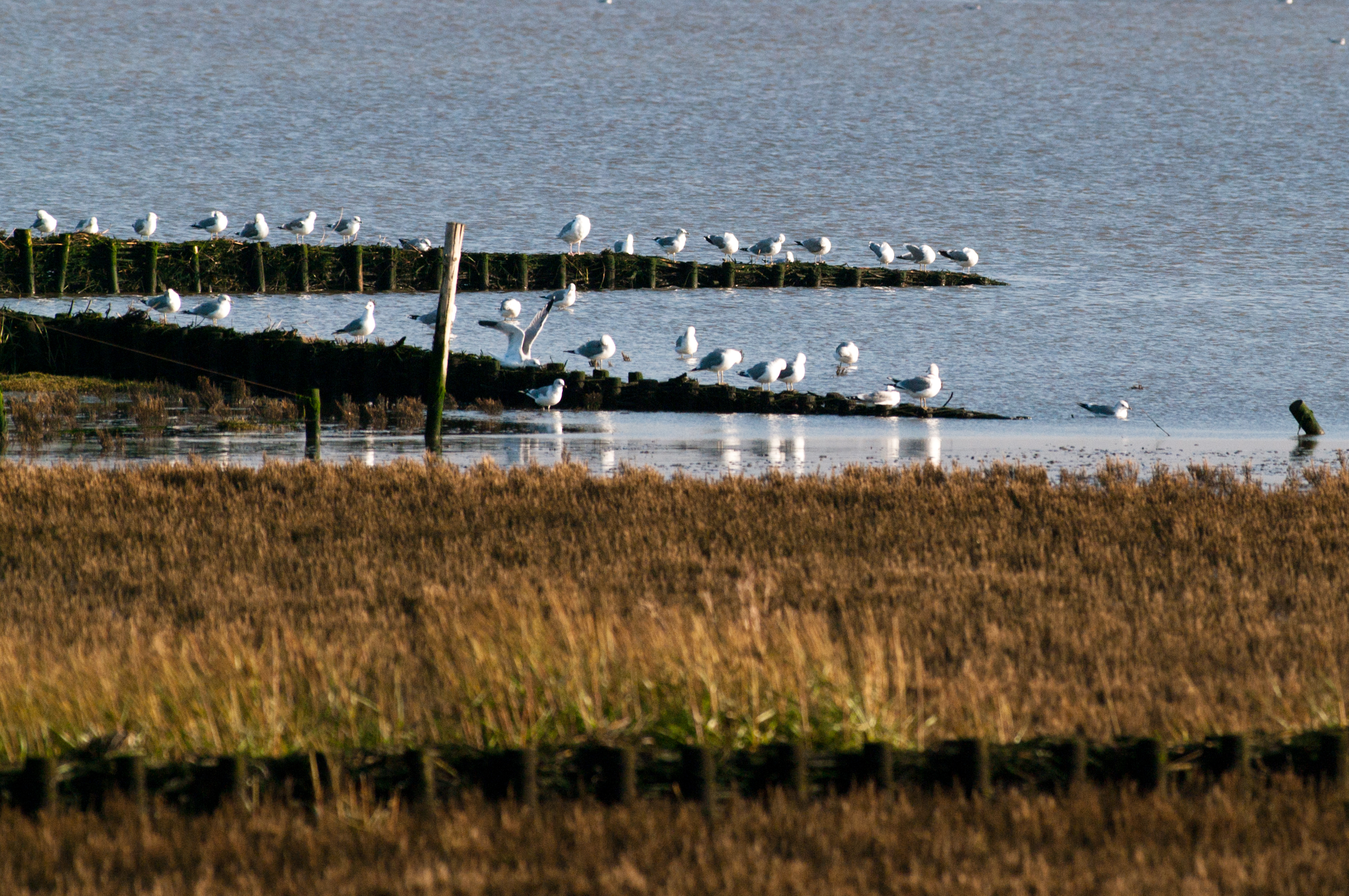